# Ло Гань
Ло Гань (р. в июле 1935 г., г. Цзинань, пров. Шаньдун) — китайский партийный и государственный деятель, член Постоянного комитета Политбюро ЦК КПК в 2002—2007 годах, член Политбюро ЦК КПК с 1997 года, секретарь ЦК КПК (1997—2002), секретарь Политико-юридической комиссии ЦК КПК (1998—2007). Член Госсовета КНР (1993—2003) и его ответсекретарь (1988-98), министр труда КНР (1988).
Член КПК с июня 1960 года, член ЦК КПК 13-14 созывов (кандидат 12 созыва), член Политбюро и секретарь ЦК 15 созыва, член Посткома Политбюро 16 созыва.
Будучи последним по перечислению расширенного с 7 до 9 членов Постоянного комитета Политбюро ЦК КПК 16-го созыва (2002—2007), Ло Гань одновременно являлся секретарём Политико-юридической комиссии ЦК КПК, занимая эту должность с 1998 года, будучи членом Политбюро ЦК КПК 15-го созыва (1997—2002) и членом Госсовета КНР (1993—2003), а до того в 1988—1998 годах ответсекретарём Госсовета КНР.

## Биография
По национальности ханец.
В 1953—1954 гг. студент факультета ОМД Пекинского технического института стали.
В 1954-55 гг. изучал немецкий язык в Лейпцигском университете им. Карла Маркса. В 1955—1956 гг. проходил практику на металлургических заводах в Лейпциге.
Окончил машиностроительный факультет Фрейбургского горно-металлургического института, где обучался машинному литью в 1956-62 гг., старший инженер.
После обучения в ГДР возвратился в Китай, где с мая 1962 приступил к трудовой деятельности в НИИ машиностроения. Во время Культурной революции в 1969—1970 гг. занимался ручным трудом в кадровой школе 7 мая.
В 1970—1980 гг. директор подготовительного отделения Академии машиностроения в Лохэ и замдиректора НИИ машиностроения (г. Чжэнчжоу).
С 1980 года на руководящей работе в правительстве пров. Хэнань, в 1981-83 гг. вице-губернатор провинции.
В 1983-88 годах зампред ВФП. В английской Википедии указывают, что он установил тесные отношения с Ли Пэном, бывшим с 1983 года вице-премьером, а в 1987—1998 гг. премьером Госсовета КНР, и считается его протеже.
Назывался его доверенным лицом.
В 1988-98 годах ответственный секретарь Госсовета КНР и в 1993—2003 годах член Госсовета КНР. С апреля по декабрь 1988 года одновременно министр труда КНР.
С 1993 года заместитель секретаря, в 1998—2007 гг. секретарь Политико-юридической комиссии ЦК КПК. Реализатор антикриминальной кампании «сильного удара», ответившей ужесточением наказаний на рост преступности.
В 2003 году заявлял о необходимости сохранения социальной стабильности, отмечал, что необходимо правильно регулировать отношения между реформой, развитием и стабильностью, практически поддерживать социальную стабильность.
Являлся самым пожилым членом Политбюро ЦК КПК 16-го созыва.